# Marie Durand

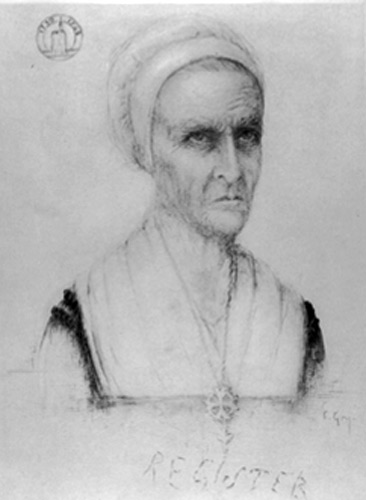
Marie Durand.

Marie Durand (15 de julio de 1711-1776) fue una de las presas hugonotas más célebres de las que estuvieron encerradas en la torre de Constanza, en la localidad francesa de Aigues Mortes.
Inamovible en su fe y en su energía, era originaria de Ardèche, siendo detenida muy joven, para presionar a su hermano, pastor, con la esperanza de que se entregara a las autoridades. Estuvo encerrada 38 años y no fue liberada hasta 1768.
Aunque sin pruebas, se le atribuye la inscripción register, resistir, en el brocal del ojo del buey de la sala alta, en la torre de Constanza, en interpelación capital por la libertad de conciencia.
- Datos: Q452184